# Thảm sát Trường tiểu học Sandy Hook
Thảm sát Trường tiểu học Sandy Hook là vụ nổ súng tại trường học gây chết người nghiêm trọng thứ nhì trong lịch sử nước Mỹ, sau vụ Thảm sát Đại học Bách khoa Virginia năm 2007. Hung thủ là Adam Lanza đã bắn và giết chết 26 người, trong đó có 20 trẻ em, ở Trường tiểu học Sandy Hook trong làng Sandy Hook của Newtown, Quận Fairfield, tiểu bang Connecticut, và sau đó tự sát, vào ngày 14 tháng 12 năm 2012. Trước khi xả súng hàng loạt ở trường tiểu học này, Lanza bắn và giết chết mẹ của mình, Nancy Lanza, 54 tuổi, cách nhà họ ở Newtown, và sau đó lái chiếc xe của mẹ hắn đến trường. 
Vụ nổ súng trường học xảy ra sau khi Adam Lanza bắn chết mẹ của mình, một tình nguyện viên ở trường, ở nhà gần đó của họ. Anh trai Ryan Lanza của Adam Lanza đã bị người ta xác định nhầm là kẻ nổ súng trong các bản tin báo chí ban đầu, và sau đó đã tình nguyện chịu thẩm vấn của cảnh sát tiểu bang Connecticut và FBI, dù anh ta không được coi là một nghi phạm hoặc bị bắt giữ. Xác định danh tính Ryan đã được tìm thấy trên cơ thể của Adam.

## Diễn biến
Tay súng mặc đồ màu đen kiểu quân phục, bao gồm cả một chiếc áo chống đạn và mặt nạ. Hắn đã xuất hiện vào khoảng 9:40 giờ sáng, khoảng nửa giờ sau khi ngày học bắt đầu. Vụ nổ súng diễn ra trong vòng một vài phút, trong thời gian đó các nhân chứng cho các rằng sát thủ đã không nói một lời nào. Hắn tự kết liễu mình bằng phát đạn.
Các nhà chức trách thu hồi hai khẩu súng 9mm từ hiện trường: một Glock, và một khẩu SIG Sauer. khác. Một khẩu súng trường Bushmaster Firearms International 223-caliber đã được tìm thấy ở phía sau của một chiếc xe hơi ở bãi đậu xe. Những khẩu súng thuộc sở hữu và được đăng ký hợp pháp với tên chủ là mẹ sát thủ. Cả hai khẩu súng ngắn không thể là súng thuộc sở hữu hợp pháp cho tay súng này theo quy định ở tiểu bang Connecticut vì vào lúc xảy ra sự việc, hắn dưới 21 tuổi. 
Lớp học mẫu giáo nơi mẹ của tay súng, Nancy Lanza, 54 tuổi, làm trợ lý giáo viên tình nguyện là nơi diễn ra phần lớn các ca tử vong. Người mẹ đã không ở trường lúc xảy ra sự việc; bà đã bị bắn chết bởi tay súng này trước khi đi đến trường.
Hiệu trưởng, Dawn Lafferty Hochsprung, 47 tuổi, và nhà tâm lý học trường Mary Sherlach, 56 tuổi, cũng nằm trong số những người bị bắn chết. Hochsprung đã được cảnh sát khen ngợi đã giúp cứu những người khác bằng cách kích hoạt hệ thống loa thông báo công cộng từ văn phòng và tri hô cảnh báo cho các khu vực còn lại của trường, trước khi bị bắn. Một người giám sát cũng chạy qua hành lang cảnh báo cho mọi người ở các lớp học. Giáo viên lớp một Kaitlyn Roig, 29 tuổi, đã giấu 14 người trong số khoảng 450 học sinh lớp K-4 trong một phòng tắm và chặn cửa, cũng như dặn chúng hoàn toàn yên lặng để giữ an toàn.

## Phản ứng của cảnh sát
| Dòng thời gian phản hồi đầu tiên | Dòng thời gian phản hồi đầu tiên                              |
| Thời gian                        | Biến cố                                                       |
| -------------------------------- | ------------------------------------------------------------- |
| 9:35 a.m.                        | Lanza được cho là lần đầu tiên vào SHES.                      |
| 9:35:39 a.m.                     | Cuộc gọi 911 đầu tiên đến Cảnh sát Newtown được nhận.         |
| 9:36:06 a.m.                     | 911 điều phối phát sóng cuộc đi săn bắn tại SHES.             |
| 9:37:38 a.m.                     | Cảnh sát bang Connecticut gửi đến SHES.                       |
| 9:39:00 a.m.                     | Cảnh sát Newtown đầu tiên đến sau SHES.                       |
| 9:39:13 a.m.                     | Hai sĩ quan Newtown nữa đến SHES.                             |
| 9:40:03 a.m.                     | Lần bắn cuối cùng đã nghe thấy. Được tin là tự sát của Lanza. |
| 9:42:39 a.m.                     | Cảnh sát Newtown báo cáo biển số xe của Lanza.                |
| 9:44:47 a.m.                     | Cảnh sát Newtown vào SHES.                                    |
| 9:46:23 a.m.                     | Cảnh sát bang Connecticut đến SHES.                           |
| 9:46:48 a.m.                     | Cảnh sát bang Connecticut vào SHES.                           |

Cuộc gọi đầu tiên tới 911 là khoảng 9:35 sáng. Cảnh sát Newtown 911 phát đi thông báo đầu tiên rằng có một vụ nổ súng tại Trường tiểu học Sandy Hook (SHES) lúc 9:36 sáng, khoảng 30 giây sau khi họ nhận được cuộc gọi đầu tiên. Cảnh sát bang Connecticut (CSP) đã được phái đi lúc 9:37 sáng Cảnh sát Newtown đến đường trường lúc 9:39 sáng, khoảng bốn phút rưỡi sau cuộc gọi 911, và Cảnh sát bang Connecticut đến đường trường lúc 9:46 sáng Cảnh sát Newtown lần đầu tiên vào trường lúc 9:45 sáng, khoảng mười phút sau cuộc gọi 911 đầu tiên và khoảng 14 phút sau khi vụ nổ súng bắt đầu. Đây là khoảng năm phút sau khi nghe tiếng súng cuối cùng. Không có bức ảnh nào cho thấy cảnh sát bị bắn.
Cảnh sát Newtown và Cảnh sát bang Connecticut đã huy động các đơn vị chiến thuật của cảnh sát và chó cảnh sát địa phương, một đội ném bom và một máy bay trực thăng của cảnh sát bang. Cảnh sát đã khóa trường và bắt đầu quá trình sơ tán tất cả người sống sót, bao gồm các nhóm học sinh và người lớn rời khỏi trường. Họ kiểm tra toàn bộ khu vực trường học ít nhất bốn lần, đề phòng trường hợp có thêm những tay súng khác  hỗ trợ hung thủ.
Vào khoảng 10 giờ sáng, Bệnh viện Danbury đã cử thêm nhân viên y tế với yêu cầu phải điều trị cho thêm nhiều nạn nhân. Ba bệnh nhân bị thương đã được sơ tán đến bệnh viện, nơi hai đứa trẻ sau đó được tuyên bố là đã chết. Người kia là một người trưởng thành không xác định được danh tính.
Nhân viên kiểm tra y tế ở thành phố New York đã cử một nhà xác di động để hỗ trợ chính quyền. Thi thể của các nạn nhân đã được đưa ra khỏi trường và chính thức được xác định danh tính trong đêm sau vụ nổ súng. Một quân nhân nhà nước đã được chỉ định nhằm bảo vệ mỗi gia đình nạn nhân để bảo vệ sự riêng tư của họ và cung cấp cho họ thông tin.
Vào ngày 4 tháng 12 năm 2013, bảy cuộc gọi 911 liên quan đến vụ nổ súng đã được công khai.

## Thủ phạm
Cơ quan cảnh sát cho biết tay súng là Adam Lanza, 20 tuổi (sinh ngày 22 tháng 4 năm 1992), một học sinh giỏi tại Trường Trung học Newtown. Hắn không có tiền án tiền sự. Adam sinh ra tại Kingston, New Hampshire, nơi cha mẹ anh ta đã kết hôn. Adam Lanza sống với mẹ trong một ngôi nhà ở Sandy Hook cách Trường tiểu học Sandy Hook 5 dặm (8 km).
Cha mẹ của Adam Lanza đã ly dị vào năm 2009. Trong thời gian xét xử vụ ly hôn của họ, một thẩm phán đã phán quyết rằng cha mẹ của Adam buộc phải thực hiện "chương trình giáo dục nuôi dạy con cái."
Vào thời điểm vụ nổ súng, Adam Lanza mang theo giấy tờ của anh trai mình, Ryan Lanza, 24 tuổi, khiến các nguồn tin của cảnh sát báo cáo ban đầu cho rằng Ryan là thủ phạm nổ súng. Một số hãng tin đã đăng hình không chính xác cho thấy hình ảnh từ một trang Facebook của một người đàn ông khác với cùng tên như Ryan. Ryan Lanza tự nguyện trình diện cảnh sát, nhưng không bị coi là nghi phạm hoặc bị bắt giữ. Anh ta nói rằng anh đã không liên lạc với anh trai của mình từ năm 2010.
Ryan Lanza nói với cơ quan điều tra rằng em trai Adam bị rối loạn nhân cách và "hơi mắc chứng tự kỷ". Các bạn cùng lớp cho rằng cậu ta đã mắc hội chứng Asperger. Học sinh và giáo viên biết Adam Lanza ở trường trung học mô tả cậu ta là "thông minh, nhưng thần kinh bất ổn và ngồi không yên", và anh thường tránh sự chú ý. Một tài xế xe buýt, người lái xe chở anh em Lanza đến trường nhớ lại chúng là " những chàng trai thực sự tốt, cư xử ngoan". Theo một giáo viên của Lanza, cậu ta không có bất kỳ người bạn thân ở trường. Các phương tiện truyền thông bình luận và suy đoán về chứng tự kỷ / tin đồn chưa được xác minh hội chứng Asperger đã bị trích gay gắt bởi những người ủng hộ tự kỷ.
Adam đã thường xuyên có những hành động lạ lùng như nói về người ngoài hành tinh hay việc "cho nổ tung một thứ gì đó". Adam Lanza không giao lưu gắn kết với bạn bè ở trường cũng như những người trong thị trấn. Adam cũng khá mờ nhạt trên thế giới ảo bởi không hề có tài khoản Facebook như anh trai mình, Ryan Lanza. Adam Lanza ít khi trò chuyện ở lớp học nhưng có điểm số rất cao. Người ta cho rằng, Adam Lanza mắc phải một dạng tự kỷ tên là Asperger và hiện họ đang tìm hiểu để xác minh thực hư việc này.
Theo ghi chép của tòa án, cha mẹ Adam ly dị năm 2008 nhưng thực chất cuộc hôn nhân của họ đã đổ vỡ từ khoảng chục năm trước.
Một số nguồn tin khác nói thêm rằng bà Nancy là người thích sưu tầm súng và có thể Adam đã lấy chính những khẩu súng của mẹ để thực hiện tội ác ghê rợn.

### Giáo dục
Lanza học trường tiểu học Sandy Hook trong bốn năm rưỡi. Anh bắt đầu học tại trường trung học Newtown năm 2004, nhưng theo mẹ anh thì "anh bị xáo trộn vì lo lắng". Cô nói với bạn bè rằng con trai cô bắt đầu buồn bã ở trường cấp hai vì thường xuyên thay đổi lớp học trong ngày. Chuyển động và tiếng ồn quá kích thích và khiến anh lo lắng. Đã có lúc sự lo lắng của anh mãnh liệt đến mức cô đưa anh đi cấp cứu tại Bệnh viện Danbury. Vào tháng 4 năm 2005, cô chuyển anh đến một trường học mới, St. Rose of Lima, nơi anh chỉ học tám tuần.
Năm 14 tuổi, anh đến trường trung học Newtown, nơi anh được xướng tên vào danh dự năm 2007 Học sinh và giáo viên biết anh ở trường trung học mô tả Lanza là "thông minh nhưng lo lắng và bồn chồn". Anh tránh thu hút sự chú ý và không thoải mái khi giao tiếp. Anh ta được biết đến là không hề có bất kỳ người bạn thân nào ở trường. Việc học ở trường thường có xu hướng kích thích cảm giác tuyệt vọng tiềm ẩn của anh ấy và đến năm 2008, khi anh ấy 16 tuổi, anh ấy rất hiếm khi đến trường. Sự lo lắng dữ dội mà Lanza trải qua vào thời điểm đó cho thấy chứng tự kỷ của anh đã trầm trọng hơn do sự thay đổi nội tiết tố của tuổi thiếu niên. Anh được mẹ và bố cho nghỉ học. Ông đã kiếm được một tấm bằng GED, chứng minh rằng ông có trình độ học vấn ở mức phổ thông. Trong năm 2008 và 2009, ông cũng đã tham dự một số lớp học tại Đại học bang Western Connecticut.

## Danh sách các nạn nhân
- Rachel Davino, 29, giáo viên[67]
- Dawn Lafferty Hochsprung, 47, hiệu trưởng[68]
- Nancy Lanza (née Champion), 52, mẹ của hung thủ[68][69]
- Anne Marie Murphy, 52, giáo viên[67]
- Lauren Rousseau, 30, giáo viên dạy thay thường trực[70]
- Mary Sherlach, 56, bác sĩ tâm lý của trường[30]
- Victoria "Vicki" Soto, 27, giáo viên lớp 1[68][71]
- Charlotte Bacon, 6[67]
- Daniel Barden, 7[67]
- Olivia Engel, 6[67]
- Josephine Gay, 7[67]
- Dylan Hockley, 6[67]
- Madeline F. Hsu, 6[67]
- Catherine Violet Hubbard, 6[72]
- Chase Kowalski, 7[67]
- Jesse Lewis, 6[67][73]
- Ana Marquez-Greene, 6[74]
- James Mattioli, 6[67]
- Grace McDonnell, 6[75]
- EmilIe Parker, 6[67]
- Jack Pinto, 6[67]
- Noah Pozner, 6[67]
- Caroline Previdi, 6[67]
- Jessica Rekos, 6[67]
- Avielle Richman, 6[67]
- Benjamin Wheeler, 6[67]
- Allison N. Wyatt, 6[67]

Lt. J. Paul Vance, phát ngôn viên của Cảnh sát tiểu bang Connecticut, cho biết xác của các nạn nhân đã được nhận dạng và chuyển đi ngay trong đêm sau vụ nổ súng.

## Phản ứng
Lúc 12h41 tối theo múi giờ phía Đông, Thư ký báo chí Nhà Trắng đã phát hành một tuyên bố ngắn với nội dung Tổng thống Hoa Kỳ Barack Obama bày tỏ "sự chia buồn sâu sắc tới các gia đình nạn nhân".
Tổng thống Hoa Kỳ Barack Obama đã gạt nước mắt trên truyền hình quốc gia, khi ông gửi lời chia buồn sâu sắc tới gia đình nạn nhân. Ông đề nghị treo cờ rủ và hứa sẽ thực hiện những hành động có ý nghĩa nhằm ngăn chặn thảm kịch tương tự, bất chấp sự phức tạp của chính trị.